# Emmy Woitsch
Emmy Woitsch die Ältere (* 9. Juni 1894 in Ried im Innkreis; † 1981) war eine österreichische Malerin.

## Leben und Wirken
In ihrer Jugend erhielt sie privaten Malunterricht von Franz Xaver Weidinger. Bekannt wurde sie für ihre Kornmandlbilder und die Darstellung des Innviertels in Aquarellen. Sie ist die Mutter von Emmy Woitsch d. J., die am Bundesrealgymnasium in Schärding Kunsterziehung unterrichtete. Sie war Mitglied der Innviertler Künstlergilde.

## Ausstellungen
- Sonderausstellung im Volkskundehaus Ried (1994)

## Werke
Im Kunsthandel sind u. a. folgende Werke aufgetaucht:
- Innviertler Landschaft
- Blumen-Aquarell
- Landschaft (1941)
- Nelken in Fußbecher
- Nelkenstrauß im Krug
- Kornmandln
- Der hohe Göll
- Landschaft bei Ried im Innkreis
- Winterlandschaft
- Blumenstrauß in Krug
- Winterliches Ried im Innkreis
- Innviertler Landschaft mit Kornmandln
- Ried im Innkreis
- Wiesenblumenstrauß in Vase
- Innviertler Bauernhof (1942)
- Rosen in Vase
- Gartenblumen in Biedermeier-Vase

## Würdigung
- Emmy-Woitsch-Weg in Ried im Innkreis